# Heelflip
Heelflip – trik wykonywany na deskorolce, polegający na obrocie deski o 360 stopni w swojej osi podłużnej. W przeciwieństwie do kickflipa, jest on kopany piętą, zaś kickflip palcami. Kierunek obrotu idzie więc zawsze „od” skatera’a. Trik ten wymyślił Rodney Mullen. Heelflip podobnie jak Kickflip można wykonać podwójnie (double), potrójnie (triple), a nawet poczwórnie (quadruple, quad). Heelflip może być łączony z shove-it’ami (obrót deski w poziomie o 180 stopni). Np. Varial Heelflip, czy Inward Heelflip.